# Combonianen

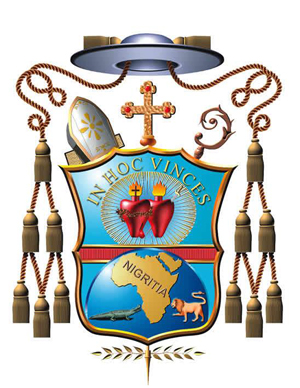
Wapen van de combonianen

De katholieke missiecongregatie van de Combonianen (Latijn: Missionarii Comboniani Cordis Iesu, afkorting: MCCI) werd door de Italiaanse missionaris Daniele Comboni, de eerste bisschop van Khartoem gesticht.
In 1867, tien jaar nadat hij een eerste maal naar Afrika reisde, stichtte Daniele Comboni het Comboni-missie-instituut. Zijn streven was om niet enkel de Afrikanen te evangeliseren, maar een eigen Afrikaanse kerk op te richten, om "Afrika door Afrika te laten redden". In 1872 stichtte hij een vrouwelijke congregatie, de missiezusters van Comboni, met hetzelfde doel. Daniele Comboni, intussen bisschop, stierf op 50-jarige leeftijd in Soedan.
De missiecongregatie is in de 21e eeuw actief in Europa, Afrika, Azië en Amerika.